# Noriko Honma
Noriko Honma (本間文子, Honma Noriko), née à Yūbari (Hokkaidō, au Japon), le 29 novembre 1911 et morte le 12 avril 2009 à 97 ans, est une actrice japonaise active au cinéma principalement dans les années 1950.

## Biographie
Noriko Honma est apparue dans de nombreux films d'Akira Kurosawa, interprétant notamment Miko dans Rashomon (1950).
Elle a tourné dans plus de 50 films entre 1938 et 1993.

## Filmographie partielle
- 1938 : La Classe de composition (綴方教室, Tsuzurikata kyoshitsu?) de Kajirō Yamamoto
- 1939 : Toute la famille travaille (はたらく一家, Hataraku ikka?) de Mikio Naruse
- 1949 : Chien enragé (野良犬, Nora-inu?) d'Akira Kurosawa
- 1950 : Rashōmon (羅生門?) d'Akira Kurosawa
- 1952 : La Mère (おかあさん, Okaasan?) de Mikio Naruse : la mère de Shinjiro
- 1952 : Vivre (生きる, Ikiru?) d'Akira Kurosawa
- 1953 : Épouse (妻, Tsuma?) de Mikio Naruse
- 1953 : Frère aîné, sœur cadette (あにいもうと, Ani imôto?) de Mikio Naruse
- 1954 : Les Sept Samouraïs (七人の侍, Shichinin no samurai?) d'Akira Kurosawa
- 1956 : Le Cœur d'une épouse (妻の心, Tsuma no kokoro?) de Mikio Naruse
- 1957 : Une femme indomptable (あらくれ, Arakure?) de Mikio Naruse
- 1958 : Varan, le monstre géant (大怪獣バラン, Daikaijū Baran?) d'Ishirō Honda
- 1958 : Nuages d'été (鰯雲, Iwashigumo?) de Mikio Naruse
- 1960 : Quand une femme monte l'escalier (女が階段を上る時, Onna ga kaidan wo agaru toki?) de Mikio Naruse
- 1962 : L'Enfer d'Okinawa (太平洋戦争と姫ゆり部隊, Taiheiyō Sensō to Himeyuri Butai?) de Kiyoshi Komori
- 1964 : Ô bombe (ああ爆弾, Aa bakudan?) de Kihachi Okamoto
- 1965 : Barberousse (赤ひげ, Akahige?) d'Akira Kurosawa
- 1979 : Les Guerriers de l'Apocalypse (戦国自衛隊, Sengoku jieitai?) de Kōsei Saitō : une vieille femme
- 1990 : Rêves (夢, Yume?) d'Akira Kurosawa
- 1991 : Rhapsodie en août (八月の狂詩曲, Hachi-gatsu no kyōshikyoku?) d'Akira Kurosawa
- 1993 : Madadayo (まあだだよ, Maadadayo?) d'Akira Kurosawa